# Palazzo Miniscalchi Erizzo
Il palazzo Miniscalchi Erizzo è un edificio civile che si trova nel cuore del centro storico di Verona, posto all'angolo tra via San Mammaso, lungo cui sorge la parte medievale del fabbricato, e via Giuseppe Garibaldi, dove si apre il cortile d'onore e l'estensione ottocentesca. Dal 1990 l'edificio è stato aperto al pubblico e trasformato in casa-museo, avente il nome di Fondazione museo Miniscalchi-Erizzo.

## Storia

### Costruzione e ampliamento
La famiglia Miniscalchi, di origine bergamasca, si trasferì a Verona tra la fine del XIV secolo e gli inizi del XV secolo, durante il breve intervallo della dominazione viscontea della città: capostipite del ramo veronese fu il mercante Zaninus Mereschalchus cui, nel 1409, fu conferita la cittadinanza. Nell'arco di pochi decenni, la famiglia riuscì a incrementare le proprie ricchezze e a conseguire la nobiltà, cosicché decise di fissare la propria dimora in via San Mammaso.
In questa via sorgeva, fin dal XIV secolo, un edificio con loggiato al piano terreno; questo venne acquistato dai Miniscalchi e pesantemente ristrutturato durante l'ultimo quarto del XV secolo, dando così origine a un prospetto di gusto tardo-gotico caratterizzato da un portale strombato e diciotto finestre. Nella documentazione d'archivio non è stato trovato il nome del progettista, tuttavia l'autore fu probabilmente Angelo di Giovanni, noto per il suo lavoro presso i cantieri della loggia del Consiglio, della facciata della chiesa di San Tomaso Cantuariense e in altri edifici religiosi di Verona; oltretutto Alvise Miniscalchi affidò proprio a questi, nel 1506, la sistemazione della cappella di famiglia nella basilica di Santa Anastasia.
Planimetricamente l'edificio si sviluppava attorno a un cortile rettangolare pavimentato in mattoni posti a spina di pesce, situato in corrispondenza dell'atrio dell'edificio, da cui si poteva accedere agli ambienti interni e a un secondo cortile di dimensioni più contenute. Questa configurazione spaziale, ovvero uno spazio aperto delimitato verso strada dalla facciata monumentale e attorno a cui si organizzano gli spazi coperti residenziali, era piuttosto comune nell'edilizia veronese del XIV e XV secolo.
Sul finire del XVI secolo la famiglia commissionò a Michelangelo Aliprandi, seguace del Veronese, la decorazione a fresco della facciata, in cui si possono scorgere suggestioni rinascimentali, secondo la moda che ormai diffusa in città. La struttura interna dell'edificio fu però completamente trasformata durante il cantiere del 1880, che portò alla costruzione, sul lato di via Giuseppe Garibaldi, di un imponente edificio in stile neoclassico, progettato da Gustavo Strauss. Il nuovo fabbricato si contraddistingue per il timpano entro cui trova spazio lo stemma in pietra della famiglia Miniscalchi Erizzo, con corona comitale e nastro su cui è inciso il motto «Ex concordia fratrum», oltre che dalla presenza del cortile d'onore delimitato da una monumentale recinzione di ferro.

### Trasformazione in museo

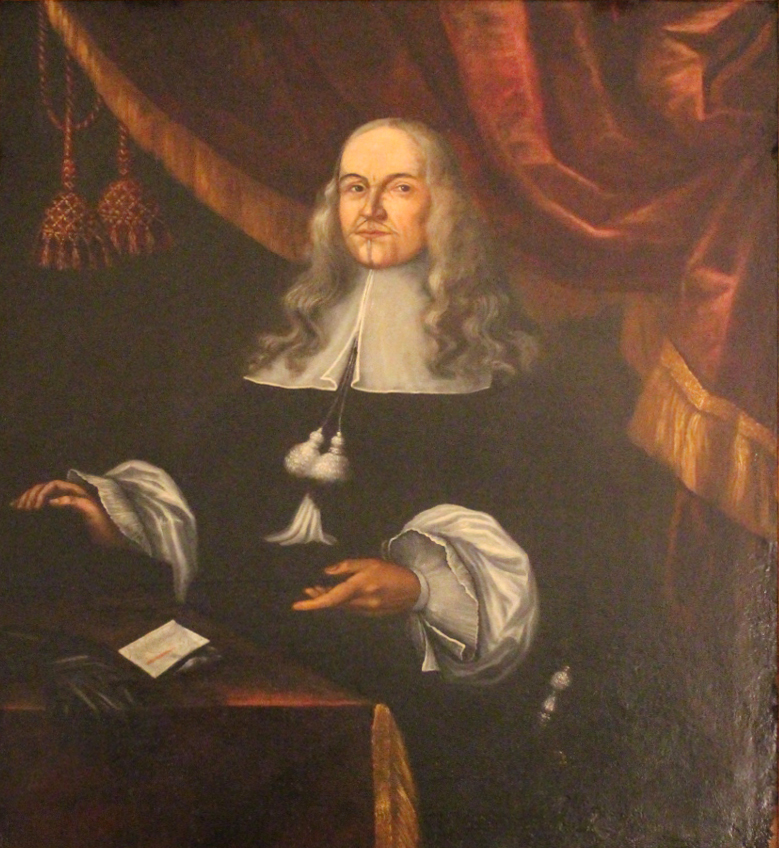
Ritratto di Ludovico Moscardo collocato all'interno del museo

Il conte Mario Miniscalchi Erizzo, privo di discendenza diretta, nel 1955 decise di costituire la Fondazione museo Miniscalchi-Erizzo, avente lo scopo di allestire l'omonimo museo e di salvaguarda il palazzo e le raccolte che custodisce. La nobile famiglia, infatti, nel corso dei secoli aveva acquisito numerose opere: le collezioni dell'erudito Ludovico Moscardo, autore dell'Historia di Verona, grazie alle nozze tra Teresa Moscardo e Marcantonio Miniscalchi; varie opere d'arte a seguito del matrimonio tra Luigi Miniscalchi e Marianna Erizzo, discendente dell'illustre famiglia patrizia veneziana; gli arredi di villa Pullé, per via dell'unione tra Elvira Ponti Miniscalchi-Erizzo e Leopoldo Pullé.
La Fondazione, come da testamento, entrò in possesso del monumento solamente alla morte della vedova del Miniscalchi, il 25 marzo 1977. Dall'anno successivo, pertanto, si poterono avviare gli interventi di restauro e allestimento degli ambienti interni e degli oggetti da esporre, tanto che nel 1983 fu già possibile organizzare una mostra temporanea dedicata alle collezioni rinascimentali conservate nel palazzo. Grazie al successo della stessa, la Fondazione riuscì a ottenere ulteriori fondi che furono spesi nell'intervento di conservazione della facciata gotica di via San Mammaso, oltre che per lavori di risanamento sull'intero complesso. Tali lavori terminarono nel 1984 e offrirono l'occasione di inaugurare una nuova mostra dedicata alle facciate dipinte di Verona, con un'intera sezione destinata al restauro della facciata del palazzo; la mostra fu poi presentata tra il dicembre 1985 e il gennaio 1986 a Castel Sant'Angelo a Roma e nel 1987 al musée du Vieux Nîmes nell'ambito della «Semaine veronaise», organizzata per festeggiare il gemellaggio tra Nîmes e Verona.
Nel 1990 si conclusero tutti i lavori e si inaugurò il museo, articolato in un'esposizione permanente disposta in sedici sale e con ulteriori spazi atti ad accogliere mostre temporanee. Tra le collezioni esposte al pubblico vi sono quella dei disegni antichi, opera per la maggior parte di esponenti della scuola veneta, la raccolta dei bronzetti rinascimentali, l'armeria, costituita in buona parte da armature da parata, e la sala archeologica. Un'intera sala del museo è infine dedicata alla ricostruzione della figura di Ludovico Moscardo e della sua wunderkammer.

## Descrizione

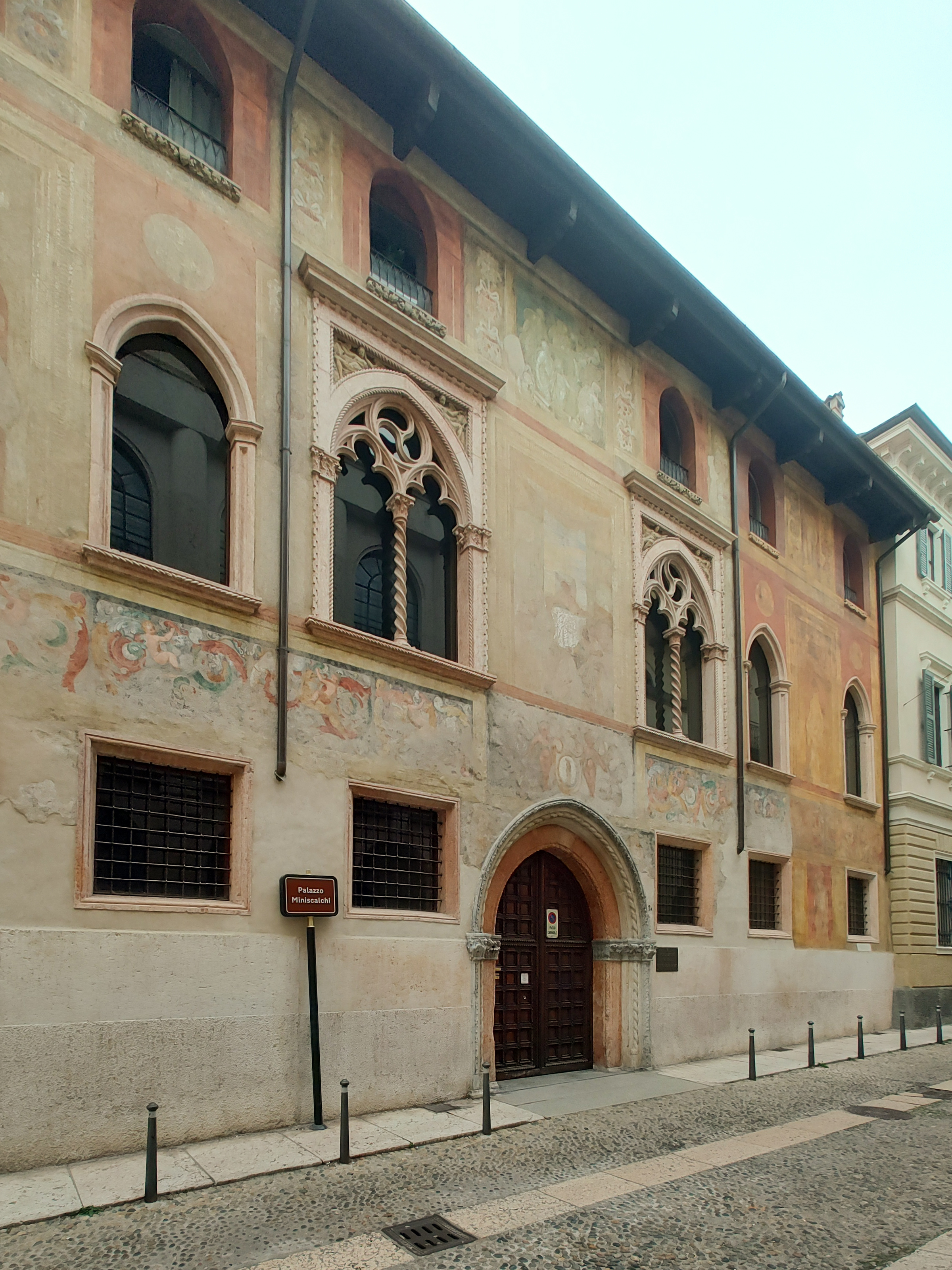
La facciata affrescata di via San Mammaso, costruita nel XV secolo e caratterizzata da aperture di gusto gotico

La facciata di interesse maggiore è quella quattrocentesca, antistante via San Mammaso, in stile tardo-gotico, che venne disegnata come se fosse stata una quinta teatrale, ritmata da un portale strombato e diciotto finestre. Essa, in alzato, è articolata in tre ordini: in quello inferiore, sopra un'alta zoccolatura in pietra rosa bocciardata, si aprono sei finestre quadrate con cornici di marmo rosso veronese; il piano nobile è invece caratterizzato dalla presenza di due monumentali bifore al centro e da due alte monofore ad arco a sesto acuto per lato, sempre in marmo rosso; l'ultimo piano vede invece sei finestre ogivali di dimensioni minori con davanzali in pietra.
La decorazione pittorica a fresco di gusto rinascimentale che caratterizza la facciata, si sviluppa simmetricamente differenziandosi, come la struttura architettonica, su tre livelli. Al piano terreno, negli intervalli maggiori tra le finestre quadrate comparivano, in finte nicchie, delle figure, di cui rimane solamente quella di sinistra; sopra le finestre, invece, corre un fregio in cui sono raffigurati dei putti (alcuni dei quali sostengono lo stemma dei Miniscalchi), delle belve e due divinità fluviali.
Al centro del piano nobile è rappresentata la scena del Banchetto di Damocle, mentre negli intervalli maggiori tra le finestre si trovano alcune nicchie affrescate con all'interno personaggi mitologici: sulla sinistra è ancora visibile Marte, mentre a destra le raffigurazioni di Venere e Amore sono andate perdute. Sopra le monofore, invece, sono dipinti alcuni busti femminili.
Infine, al centro dell'ultimo piano, è rappresentata la scena monocroma del Giudizio di Salomone. Tra gli intervalli maggiori delle finestre, invece, vi sono le figure di Minerva sulla sinistra, ancora leggibile, e Diana sulla destra, ormai perduta.